# Apostolischer Administrator
Ein Apostolischer Administrator (lateinisch Administrator Apostolicus) ist gemäß dem Codex iuris canonici ein vom Papst eingesetzter Verwalter einer bestimmten Diözese, eines umschriebenen Bistumsteiles bzw. eines bistumsähnlichen Kirchenterritoriums oder der Leiter einer Apostolischen Administratur. Auch der Codex Canonum Ecclesiarum Orientalium kennt für den Bereich der unierten Ostkirchen das kirchenrechtliche Konstrukt eines Apostolischen Administrators, jedoch nicht die Verwaltungsstruktur der Apostolischen Administratur.
Zuweilen ernennt der Papst auch in analogem Sinne einen Apostolischen Administrator für Abteien oder Ordensgemeinschaften.

## Kirchenrechtliche Stellung
Der Apostolische Administrator nimmt seine Leitungsfunktion nicht wie ein Bischof als Amt göttlichen Rechts wahr, sondern ist der Stellung nach in dem Gebiet, für das er beauftragt ist, Vikar (Stellvertreter) des Papstes. Dieser kann ihn auf bestimmte oder unbestimmte Zeit einsetzen und jederzeit wieder abberufen. Die genaue kirchenrechtliche Stellung und das Aufgabengebiet wird im Ernennungsdekret umschrieben. In der Regel hat ein Apostolischer Administrator die Bischofsweihe, jedoch gibt es Ausnahmen.

## Systematisierung
Der Heilige Stuhl unterteilt entsprechend den Umständen, für die ein Apostolischer Administrator bestellt wird, verschiedene Formen des Amtes:

### Apostolischer Administratorsede vacante et ad nutum Sanctae Sedis
Ein Apostolischer Administrator kann im Fall der Vakanz eines Bischofssitzes durch den Papst statt eines vom Domkapitel oder dem Konsultorenkollegium gewählten Diözesanadministrators bestellt werden. Dieses Vorgehen wird oft dann gewählt, wenn die Neubesetzung des bischöflichen Stuhles auf Schwierigkeiten stoßen oder längere Zeit in Anspruch nehmen könnte. In der Regel werden aus Altersgründen zurückgetretene bzw. auf einen anderen Bischofssitz transferierte Diözesanbischöfe für ihr bisheriges Bistum zum Apostolischen Administrator bestellt, bis für dieses ein neuer Bischof ernannt wird und offiziell die Amtsgeschäfte übernimmt. In seltenen Fällen wird aber auch der Metropolit oder ein anderer Bischof der Kirchenprovinz zum Apostolischen Administrator einer Teilkirche der Kirchenprovinz berufen.
In der derzeitigen Praxis ist diese Form des Apostolischen Administrators die häufigste.

### Apostolischer Administratorsede plena
Darüber hinaus wird ein Apostolischer Administrator bestellt, wenn der Bischof sich zur Amtsführung unfähig zeigt. Mit der Amtsübernahme des Apostolischen Administrators ruht die Oberhirtengewalt des Diözesanbischofs und seines Generalvikars. Jedoch darf der Administrator nicht gegen die zurückliegende Amtsführung einschreiten oder Verfahren gegen den Bischof oder den Generalvikar einleiten.

### Apostolischer Administratorsede impedita
Ähnlich verhält es sich, wenn ein Apostolischer Administrator sede impedita ernannt wird. Dies geschieht vornehmlich, wenn der Diözesanbischof gänzlich an der ordentlichen Amtsausübung, z. B. durch Gefangenschaft, behindert ist oder vollständig in der Amtsführung, z. B. durch eine Geisteskrankheit, versagt. Sobald der Apostolische Administrator sein Amt antritt, erlischt die Jurisdiktion des Bischofs, jedoch nicht zwingend die Amtsgewalt des Generalvikars. Die Bestellung eines Apostolischen Administrators durch den Heiligen Stuhl ist in diesem Fall jedoch nicht zwingend und deshalb auch äußerst selten, da durch die Festlegungen des can. 413 CIC/1983 zunächst ein bereits vorhandener Koadjutor bzw. ein in einer für diese Situation durch den Bischof erstellten Liste festgelegter Weihbischof, Generalvikar oder ein anderer Priester die Leitung der Diözese übernimmt bzw. bei Fehlen einer solchen Liste das Konsultorenkollegium (in Deutschland: Domkapitel) einen solchen Priester wählen soll. Wenn also ein vom Heiligen Stuhl für diesen Fall ernannter Apostolischer Administrator die Leitung des Bistums übernehmen sollte, so hat er gemäß can. 414 CIC/1983 lediglich die Rechte und Pflichten eines Diözesanadministrators, sofern im Ernennungsdekret nichts anderes festgelegt ist.

### Apostolischer Administratorpermanenter constitutus
Die Amtsbezeichnung Apostolischer Administrator permanenter constitutus findet sich im neuen Codex iuris canonici von 1983 nicht mehr, jedoch wurde an dieser Bezeichnung aus dem CIC von 1917 auch nach dem Inkrafttreten des neuen Gesetzbuches für die Verwalter auf DDR-Gebiet liegender Anteile westdeutscher Diözesen (Bischöfliches Amt Erfurt-Meiningen, Bischöfliches Amt Magdeburg, Bischöfliches Amt Schwerin) festgehalten. Ein solcher Apostolischer Administrator hatte gemäß can. 315 § 1 CIC/1917 dieselben Rechte und Pflichten, die ein residierender Diözesanbischof innehatte. Die Administratores Apostolici permanenter constituti waren demnach in der Regel mit der Bischofsweihe ausgestattet und auf Dauer ernannt, ohne dass die von ihnen verwalteten Gebiete in den Status einer Apostolischen Administratur erhoben wurden. Vielmehr ruhte für die Gebiete der Administratoren die Jurisdiktionsgewalt der eigentlichen Diözesanbischöfe und ging auf die eingesetzten Apostolischen Administratoren über. Im Zuge der Neuorganisation der katholischen Kirche in Deutschland nach der Wiedervereinigung 1994 verschwand dieser Kirchenrechtsbegriff jedoch und taucht bereits im Annuario Pontificio von 1995 nicht mehr auf.